# القرن الثامن الميلادي في لبنان
تسرد هذه المقالة الأحداث التاريخية التي وقعت بين 701-800م في لبنان المعاصر أو تلك المتعلقة بأهله.

## الحكم

### الحرب البحرية
نظم البيزنطيون غزواً بحرياً لصور في خلافة الخليفة الأموي هشام بن عبد الملك سنة 70هـ/726م. فتصدى لهم خالد بن الحسفان الفارسي وأجبرهم على الفرار بعد أن استولى على سفينة لهم كانت راسية في جزيرة قبالة صور وأسر من عليها. ويرجح أن الحسفان كان والي صور ومن غزاة حدودها، بينما كان أمير البحر يزيد بن أبي مريم الذي عزله الخليفة هشام لتقصيره في مواجهة الغزاة. وعين مكانه الأسود بن بلال المحاربي، فقطع على البيزنطيين البحر سنة 111هـ/730م رداً على تلك الغزوة.
ولما أوكلت مهمة الدفاع البحري على طول الساحل الشامي إلى أمير البحر، خرج الأسود لمطاردة الغزاة البيزنطيين أثناء هجومهم على سفينة تجارية على حدود بيروت. وغزا قبرص سنة 120هـ/738م، ثم غزا جزيرة كريت في السنة الأولى أو الثانية التالية.
ارتفع شأن الأسود في عهد الوليد بن يزيد، فصار أميراً لجيش البحر على كامل ساحل الشام. وقاد حملة كبيرة على جزيرة قبرص، ونزل بها سنة 125هـ/743م، وأحضر جماعة من أهلها وأسكنهم بين صيدا وصور.
أُصلح ميناء صور في عهد مروان بن محمد على يد المعماري البارع زياد بن أبي الورد الأشجعي الذي ترك اسمه محفوراً في عبارة تكررت في موان صيدا وعكا ومرعش وحتى أذربيجان: «.. وهذا ما أمر بإصلاحه أمير المؤمنين مروان، وجرى على يد زياد بن أبي الورد.»

### ثورات الجراجمة في عهد الأُمويين
تمردت جرجوما عاصمة الجراجمة على حكم الخليفة مُجدداً إبان عهد الوليد، فتوجه إليهم مسلمة بن عبد الملك بإيعاز من أخيه ودخل عاصمتهم جرجوما و فرّق أهلها في جميع المدن اللبنانية وأخذ عليهم العهود، وانضم بعضهم إلى جيشه وشارك في فتوحات المسلمين دون أن يُكره أحداً منهم على ترك مسيحيته.

### الثورة العباسية
استولى العباسيون على السلطة من الأمويين في 132هـ/750م ووضعوا لبنان تحت حكمهم. استقر الأرسلانيون في لبنان في بداية هذا العصر سنة 138هـ/756م. وفرض العباسيون ضرائب باهظة على لبنان، مما دفع اللبنانيين إلى القيام بعدة ثورات.
طارد عبد الله بن علي الهاشمي فلول مروان بن محمد بعد معركة الزاب، فقصد مدينة قنسرين ثم حمص، حيث مكث أياماً يأخذ البيعة من أهلها لأبي العباس. وتابع سيره إلى بعلبك، فاستقبلته المدينة وبايعته دون مقاومة. ومكث بها ليلتين، ثم سافر ونزل من عين الجسر إلى عنجر ومكث بها يومين، ثم ذهب إلى العاصمة الأموية، فدخلها سنة 132هـ/750م. وقبل خروجه من بعلبك، رتّب شؤونها وعهد بها إلى يزيد بن روح اللخمي لمبايعته العباسيين.
وتبعت بعلبك إمارة عبد الله بن علي، وشملت إمارته حمص، وقصرين، وبعلبك، والغوطة، وحوران، والجولان، والأردن من سنة 132هـ/750م إلى سنة 136هـ/754م. زار المنصور لبنان سنة 140هـ/758م، وفي أثناء زيارته استقر التنوخيون في مدن لبنان لدرء أخطار البيزنطيين عن سواحله..

### ثورات الجراجمة في عهد العباسيين
لم يتمكن العباسيون من استمالة أهل الشام إلى جانبهم، بما في ذلك سكان جبل لبنان، بعد سقوط الدولة الأموية سنة 132هـ/750م، وذلك لحرمانهم من المزايا التي تمتعوا بها في عهد الأمويين. حقبة. علاوة على ذلك، فإن معاملة العباسيين لأهل الشام عموماً معاملة البلاد المفتوحة أثناء الحروب، فبدأ الجراجمة سلسلة من الثورات بدأت سنة 135هـ/752م، وتمكن أحد زعمائهم ويدعى «إلياس» من هزيمة عدة جيوش أرسلها الخليفة المنصور إلى لبنان، ورغم ذلك قُتل إلياس في الموقع المعروف اليوم باسم «قب إلياس»، إلا أن أصحابه واصلوا عصيانهم تحت قيادة زعيم آخر يُدعى «عباس». والذي هزم الجيوش العباسية وكاد أن يسيطر على حمص وحماة من خلال مساعدات البيزنطيين التي كانت تصله بحراً.
واشتد خطر الجراجمة في منتصف القرن الثاني الهجري عندما تولى «البندر» زعامتهم وأعلن نفسه ملكاً عليهم، فحشد صالح بن علي عم الخليفة جيشاً كبيراً قاده بنفسه واستطاع سحق ثورتهم والاستيلاء على حصونهم وهدمها، وعمل الخليفة المنصور على تفريق أعداد كبيرة منهم في بلاد الشام من أجل القضاء على أي تمرد محتمل في المستقبل. واستقدم عدة قبائل عربية مثل التنوخيين، وهي قبيلة عربية مسيحية وزعها على مناطق الجراجمة. وكان هذا الفعل موضع انتقادات من الإمام الأوزاعي اللبناني المولد، الذي أرسل إلى الخليفة يلومه على مثل هذا الفعل.

### الأرسلانيون
لما تولى المنصور الخلافة في بغداد، توجه إلى ثغور الساحل، فبنى حصونها ومدنها، وأمنها بالجيوش من سنة 136هـ (753م) حتى سنة 142هـ (759م). بدأ العباسيون بالتقرب من التنوخيين العرب والتحالف معهم بعد مقابلة الأمير منذر بن مالك الملقب بالتنوخي وأخيه الأمير أرسلان مع الخليفة المنصور في دمشق.
استغل البيزنطيون التغيرات السياسية التي نتجت عن الثورة العباسية، بمهاجمة المناطق الإسلامية واحتلال طرابلس سنة 141هـ (758م) من حاكمها رباح بن النعمان، مع تعرض البقاع لهجوم من مردة إلياس سنة 137 هـ (754م) ووقع تمرد جبل المنيطرة سنة 141 هـ. وعندما تصاعدت الأحداث، أصبح لزاماً على الخليفة العباسي المنصور أن يقاوم بالقتال للدفاع عن الخلافة. وحشد الحدود بالمقاتلين لحمايتها. وكلف القبائل التنوخية بالتوجه إلى جبال بيروت لحماية سواحل الشام والممتلكات الإسلامية من الخطر البيزنطي والحركات المعادية المحلية.
ولما قدم أبو جعفر منصور العباسي إلى الشام سنة 142هـ/758م، قدم الأمير منذر والأمير أرسلان من موطنهما في معرة النعمان مع جماعة من عشيرتهما والتقاه بالشام، وكان قد سمع بشجاعتهم في قتال البيزنطيين في أنطاكية وضواحيها، فرحب بهم وكلفهم بالذهاب مع أهلهم إلى جبال بيروت لحماية السواحل والتخوم، وجعلهم فيها قادة على عدة إقطاعيات. وسار الأميران مع عشائرهما إلى وادي التيم، وأقاما في الحصن المعروف بحصن أبي الجيش.
وتوجها إلى جنوب جبل مغيثة في السنة الثانية [143هـ/759م]، ثم تفرقت العشائر في مناطق الساحل، فاستقر الأمير منذر في حصن سرحمول والأمير أرسلان في سن الفيل والأمير الحسن بن مالك في تردلا، والأمير عبد الله بن النعمان بن مالك في كفرا، والأمير فاوارس بن عبد الملك بن مالك في عبيه، وتفرق المقدمون وعشائرهم في البلاد التي كان فيها اثني عشر منهم.

## الحكام الإداريين
أفاد جغرافيو القرن العاشر ابن الفقيه والمقدسي وجغرافيو القرن الثالث عشر ياقوت الحموي أن صور كانت إحدى كور جُند الأردن الرئيسية إلى جانب عاصمتها في طبريا.

### ولاة الأردن في العصر الأموي
- أبو عثمان بن مروان بن الحكم (685–705م، حكم لفترة غير محددة في عهد أخيه الخليفة عبد الملك؛[14] ذكره موشيه جيل باسم أبان بن مروان،[15] بينما عرفه أسعد ق. أحمد بأخ آخر لعبد الملك، هو عثمان بن مروان)[16]
- عبيدة بن عبد الرحمن السلمي (685–705م، حكم لفترة غير محددة في عهد عبد الملك؛ ابن أخ لأبي الأعور)[14]
- عمر بن الوليد (705–715م، حكم في عهد أبيه الخليفة الوليد)[17]
- عبادة بن نسي الكندي (717–720م، حكم في عهد الخليفة عمر بن عبد العزيز)[14]
- إسحاق بن قبيصة بن ذؤيب الخزاعي (724–743م، حكم في عهد الخليفة هشام بن عبد الملك؛ ابن أحد أصهار عبد الملك وحُجابه)[18]
- الوليد بن معاوية بن مروان (744–750م، حكم في عهد ابن عمه الخليفة مروان بن محمد؛ ابن أخ عبد الملك)[15]

### في العصر العباسي
- عبد الله بن علي (752–753م، حكم في عهد ابن أخيه الخليفة السفاح)[19]
  - زياد بن أبي الورد (عامل تحت إمرة عبد الله بن علي)[19]
- محمد بن إبراهيم (754–775م، حكم في عهد عمه الخليفة المنصور، كما حكم دمشق في عهد المنصور)[20]

كما شملت جند دمشق عدة أجزاء من لبنان:

### ولاة جُند دمشق
- عبد الرحمن بن أم الحكم الثقفي (حكم لفترة غير محددة 685–705م في عهد الخليفة عبد الملك)[21]
- عبد العزيز بن الوليد (فترة غير محددة 705–715م في عهد أبيه الخليفة الوليد)[14]
- محمد بن سويد بن كلثوم الفهري (715–720م؛ أحد أقارب الضحاك بن قيس؛ حكم في عهد الخليفة سليمان بن عبد الملك وحتى عهد الخليفة عمر بن عبد العزيز لفترة غير محددة)[18]
- الضحاك بن عبد الرحمن الأشعري (فترة غير محددة في 717–720م؛ حكم في عهد عمر بن عبد العزيز)[22]
- عبد الله بن عبد الرحمن بن عتبة الفهري (فترة غير محددة في 720–724م؛ حكم في عهد الخليفة يزيد بن عبد الملك)[18]
- وليد بن طالب المري (فترة غير محددة في 720-732م؛ حكم في عهد يزيد بن عبد الملك واستمر في منصبه في عهد الخليفة هشام بن عبد الملك حتى أعاده الأخير إلى الموصل في 732م)[23]
- الحكم بن الوليد بن يزيد بن عبد الملك (743–744م؛ حكم في عهد والده الخليفة الوليد بن عبد الملك)[24]
  - عبد الصمد بن محمد بن الحجاج (743–744م؛ حفيد الحجاج بن يوسف، يحكم بصفته نائباً للحكم بن الوليد)[24]

## الأحداث

### عقد 700
- توفي يوحنا مارون سنة 707م في كفر حي قرب البترون.[25]
- ولد عبد الرحمن الأوزاعي (ويُعرف أيضاً بـ«الإمام الحافظ، إمام بيروت وسائر الشام والمغرب والأندلس»، أو أبو عمرو عبد الرحمن بن عمرو بن يحمد الأوزاعي) عالم إسلامي ومحدث وكبير وصاحب المدرسة الأوزاعية [الإنجليزية] في الفقه الإسلامي؛ في سنة 707 م، بعلبك، لبنان.[26][27][28]
- توفي البابا سيسينيوس المولود في صور في 4 فبراير 708 بعد واحد وعشرين يوماً تقويمياً فقط من البابوية، مما يجعله واحداً من أقصر الباباوات حكماً.[29]

### عقد 710
- توفي البابا قسطنطين، المولود في صور، في روما في 9 أبريل 715.[30]

### عقد 720
- غزا البيزنطيون صور من البحر سنة 70هـ/726م.
- أدى دخول الديوثيلية إلى سوريا عبر الأسرى البيزنطيين من العرب في 727 إلى نقاشات محتدمة شملت رهبان بيت مارون.[31]
- نصح الفقيه التابع يحيى بن أبي كثير الأوزاعي بترك اليمامة إلى البصرة، فذهب إليها سنة 110هـ (728-729م).[32][33]

### عقد 730
- اعترض الأسود بن بلال المحاربي والي صور، البيزنطيين بحراً سنة 111هـ/730م.
- بدأ الأوزاعي بالإفتاء سنة 113هـ (731/732م)[34] وهو بعمر الخامسة والعشرين.[35]

### عقد 740
- لم يتثنى انتخاب بطريرك أنطاكية بعد وفاة جورج الثاني (الذي كان مقيماً في القسطنطينية) سنة 702م، نتيجة حظر العرب للسفر، مما جعل البطريرك الماروني، البطريرك الوحيد على كرسي أنطاكية حتى 742 أو 745[36] أو 748[37] عندما منح الخليفة هشام أو مروان على التوالي الملكيين الحق في انتخاب بطريركهم.[38][39]
- تعرضت بلاد الشام لزلزال الرجفة سنة 747/748 م (130 هـ)، وهو زلزال تسبب في تدمير العديد من المكتبات التي اشتعلت فيها النيران لاحقاً مما دمر الكثير من كتب الأوزاعي ومؤلفاته.[40]
- تعرضت بعلبك للنهب والبطش الشديد على يد الخليفة الدمشقي مروان بن محمد في 748، حيث دُمرت وأُجلي معظم سكانها.[41]
- شيدت الطائفة المارونية، في جبال لبنان، كنيسة مار ماما في إهدن حوالي سنة 749. في تلك الأثناء، كافح دير بيت مارون الواقع بين البيزنطيين والعرب، من أجل البقاء.[42]

### عقد 750
- سقوط الأمويين وذبحهم على يد الثوار العباسيين خلال الثورة العباسية 750م.[43][44][45]
- تحول المعبد الروماني في يانوح إلى كنيسة مكرسة للقديس جاورجيوس في عهد البطريرك الماروني الخامس يوحنا مارون الثاني سنة 750 م.[46]
- بدأ المردة ثورتهم الأولى التي قادها زعيمهم إلياس ابتداءً من سنة 135 هـ (752/ 753 م).
- تعرض البقاع لهجوم المتمرد إلياس سنة 137 هـ (754/ 755 م).
- استقرار الأرسلانيون في لبنان في 756م.
- زيارة الخليفة العباسي المنصور إلى لبنان سنة 140هـ/758م.
- مولد إلياس هليوبوليس [الإنجليزية] سنة 758/759م،[47][48] في بعلبك.[49][50]
- تسببت معاملة العباسيين الفظة للأراضي المفتوحة إلى ثورة فاشلة تزعمها سكان الجبال اللبنانيين في 759.[51] يقول ثيوفان المعترف: «[في 759م] ثار تيودور، وهو لبناني سوري، على العرب في إقليم هليوبوليس، بالقرب من لبنان، وقاتلهم وقُتل كثيرون من الجانبين..»[52]
- احتلال البيزنطيين لطرابلس سنة 141هـ (758/759م).[10]
- تأسيس الأمير أرسلان بن المنذر إمارة سن الفيل في بيروت سنة 759.[53]

### عقد 760
- مولد مسعود بن أرسلان، أحد أفراد الأسرة الأرسلانية اللبنانية، في 762م.[54]

### عقد 770
- وفاة هشام الجراشي الصيداوي، أحد أئمة المحدثين، سنة 156هـ (772/773م).[55]
- وفاة الأوزاعي في 20 يناير سنة 774م ودفن بالقرب من بيروت.[56][57][58]
- إعدام إلياس هليوبوليس في 1 فبراير 779.

### عقد 780
- وفاة أبو مطيع معاوية بن يحيى الطرابلسي ناقل التاريخ، سنة 170هـ (786/787م).[59]
- وفاة الأمير أرسلان بن المنذر ودفنه في بيروت سنة 787م.

### عقد 790
- رحيل مسعود بن أرسلان من سن الفيل إلى شويفات سنة 183هـ (799/800م).[54]

## العمارة

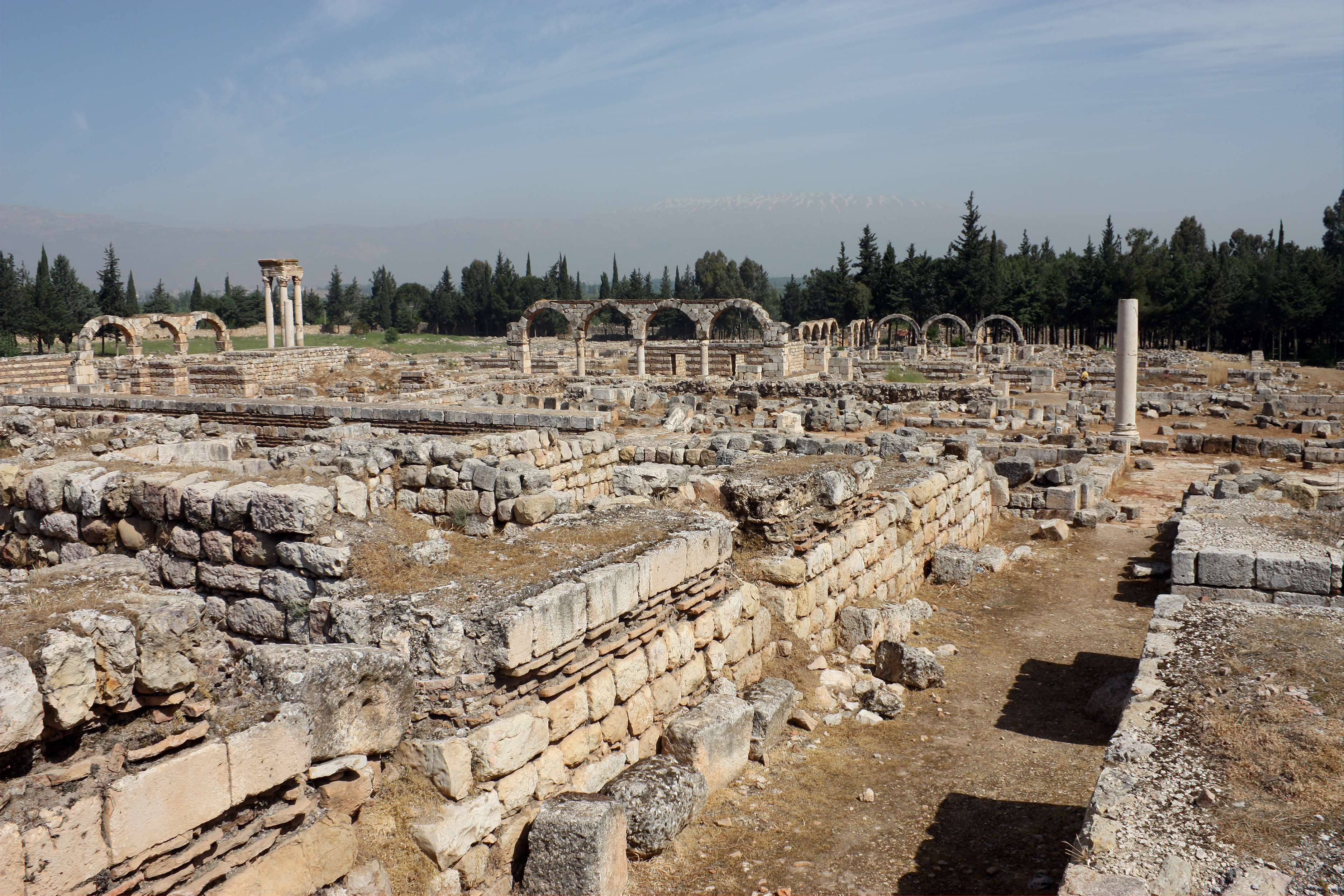
أطلال القصر الأموي في عنجر، لبنان

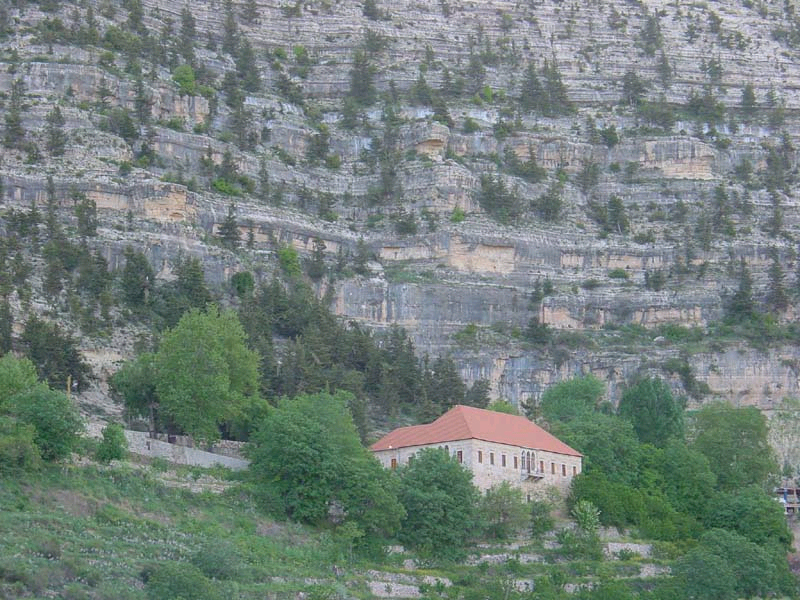
دير القديسين سركيس وباخوس

- ضريح الإمام عبد الرحمن الأوزاعي جنوب بيروت، حيث بُني مسجد الإمام الأوزاعي.[60]
- تأسيس عنجر (جرها) في العصر الأموي إبان عهد الخليفة الوليد بن عبد الملك (705-715).[61]
- دير مار سركيس في إهدن.[62]
- كاتدرائية القديس مار نيقولا-صيدا..[63]
- بناء كنيسة مار ماما في إهدن، سنة 749م.
- بناء الجامع الأموي الكبير في بعلبك سنة 96هـ (714/715م).[64][65]